# 29-й механизированный корпус
29-й механизированный корпус (29-й мк) — воинское соединение (механизированный корпус) автобронетанковых войск РККА в Вооружённых силах СССР.

## История краткая
В феврале 1941 года утверждён новый мобилизационный план (МП-23), который предусматривал существенную реорганизацию автобронетанковых войск РККА ВС Союза ССР: развёртывались 21-но управление механизированных корпусов, 60 танковых, 30 моторизованных дивизий. В их числе был и 29-й механизированный корпус.
На 20 февраля 1941 года корпус имел 1 011 танков.
Формирование корпуса началось в марте 1941 года в составе 17-й армии Забайкальского военного округа (далее ЗабВО) на территории Монгольской Народной Республики (далее МНР).
57-я танковая дивизия сформирована в 1941 году в составе 29-го механизированного корпуса 17-й армии ЗабВО на территории МНР на основе 8-й мотоброневой и 50-й легкотанковой бригад.
61-я танковая дивизия сформирована в апреле — мае 1941 года в составе 29-го механизированного корпуса в 17-й армии ЗабВО на территории МНР в г. Тамцак-Булак. 141-й танковый полк формировался на основе 11-й легкотанковой ордена Ленина бригады имени комбрига М. П. Яковлева, 142-й танковый полк — на основе 7-й мотоброневой ордена Ленина и 6-й легкотанковой Краснознамённой бригады, 61-й моторизованный полк — на основе 61-го и 118-го кавалерийских полков 15-й кавалерийской дивизии, 61-й гаубичный артиллерийский полк — на основе 22-го конно-артиллерийского Краснознамённого дивизиона, 61-й зенитно-артиллерийский дивизион — на базе 20-го зенитного дивизиона 22-й кавалерийской дивизии.
В марте 1941 года 82-я мотострелковая дивизия переформирована в 82-ю моторизованную дивизию (см. 82-я стрелковая дивизия и 6-я гвардейская мотострелковая дивизия) и введена в состав 29-го механизированного корпуса 17-й армии ЗабВО. Находилась на территории МНР в Баин-Тумене.
- Управление корпуса находилось …
- 57-я танковая дивизия. Управление дивизии в Баян-Тэрэме.[2],[3]
- 61-я танковая дивизия. Управление дивизии в г. Тамцак-Булак.[2],[4]
- 82-я моторизованная дивизия. Управление дивизии в Баин-Тумене. Н.п. переименован в г. Чойбалсан.[2],[5]

7 мая 1941 года управление корпуса и корпусные части по постановлению ЦК ВКП(б) и СНК СССР «О новых формированиях в составе Красной Армии» было расформировано и обращено на формирование других управлений частей.
57-я танковая дивизия после расформирования управления корпуса стала 57-й отдельной танковой дивизией в 17-й армии ЗабВО. Дислоцировалась на территории МНР в Баян-Тэрэме.
61-я танковая дивизия после расформирования управления корпуса стала 61-й отдельной танковой дивизией в 17-й армии ЗабВО. Дислоцировалась на территории МНР в г. Тамцак-Булаке.
82-я моторизованная дивизия после расформирования управления корпуса стала отдельной в составе 17-й армии ЗабВО.

## Командование
- Командир корпуса Генерал-майор танковых войск Павелкин, Михаил Иванович[2]
- Заместитель командира корпуса по политической части Бригадный комиссар Лебедев, Пётр Семёнович (20.03-27.05.1941).[2]
- Начальники штаба корпуса:
  - Полковник Бутков, Василий Васильевич (с 11.03.1941 г.).[2]
  - полковник Симонов.[2]
- Начальник строевого отдела капитан Лукиных.
- Заместитель начальника отдела политической пропаганды Полковой комиссар Зацаринский, Сергей Самсонович (20.03-23.05.1941).[2]

## Состав
На март 1941:
- Управление корпуса.
- 57-я танковая дивизия.
- 61-я танковая дивизия.
- 82-я моторизованная дивизия.
- Корпусные части:

- - 30-й мотоциклетный полк;
  - 401-й отдельный моторизованный инженерный батальон;
  - 402-й отдельный батальон связи.